# IL12A
IL12A‏ (Interleukin 12A) هوَ بروتين يُشَفر بواسطة جين IL12A في الإنسان.